# George P. Cosmatos
George Pan Cosmatos (Florença, Itália, 4 de janeiro de 1941 – Vitória, Canadá, 19 de abril de 2005) foi um diretor de cinema italiano.

## Carreira
Depois de estudar cinema em Londres, George se tornou assistente do diretor Otto Preminger no filme Exodus (1960). Após isto trabalhou no filme Zorba, o Grego (1964) no qual teve uma pequena participação. Cosmatos cresceu no Egito mas se tornou realmente famoso na Itália, com o filme Rappresaglia (1973) que contava com Marcello Mastroianni no elenco e The Cassandra Crossing (1976) com Sophia Loren. Em 1979 seu filme Escape to Athena fez grande sucesso, o filme contava com grande elenco, entre eles, Roger Moore, David Niven, Telly Savalas, Elliott Gould e  Claudia Cardinale. Em 1985 Cosmatos foi nomeado ao Framboesa de Ouro de Pior Diretor por seu trabalho em Rambo: First Blood Part II com Sylvester Stallone. George veio a dirigir outro filme de Stallone, Cobra em 1986.
Mais tarde em sua carreira George foi aclamado por seu trabalho em Tombstone de 1993, um Faroeste sobre Doc Holliday e Wyatt Earp, especialmente pela excepcional interpretação de Val Kilmer no papel de Doc Holliday.

## Vida Pessoal
George Cosmatos possuía uma uma notável coleção de livros raros da Literatura Inglesa do Século XIX. Sua Biblioteca foi leiloada pela empresa Sotheby's. George morreu de câncer no pulmão em 19 de abril de 2005 em sua residência em Vitória (Colúmbia Britânica), Canadá aos 64 anos. Cosmatos deixou um filho Panos Cosmatos, que dirigiu uma produção independente chamada Beyond the Black Rainbow.

## Filmografia
- Shadow Conspiracy (1997)
- Tombstone (1993)
- Leviathan (1989)
- Cobra (1986)
- Rambo: First Blood Part II (1985)
- Of Unknown Origin (1983)
- Escape to Athena (1979)
- The Cassandra Crossing (1976)
- Rappresaglia (1973)
- The Beloved (1970)